# Bruchsal
Bruchsal er en by i den tyske delstat Baden-Württemberg, der er beliggende i kreisen Karlsruhe. Den har 43.207 indbyggere (2006).

## Geografi
Bruchsal har et areal på 93,02 kvadratkilometer og ligger i den sydvestlige del af Tyskland.

## Bydele
- Büchenau
- Heidelsheim
- Helmsheim
- Kernstadt
- Obergrombach
- Untergrombach

## Personer fra Bruchsal
- Anke Huber (4. december 1974), tennisspiller